# Sulmanprijs
De Sulmanprijs wordt uitgereikt aan de beste Australische object - of genre - schilder of de beste muurschilder.
De prijs werd als uitvoering van de legaat van Sir John Sulman voor het eerst in 1936 uitgereikt. In 2015 bedroeg de prijs 40.000 dollar.

## Enkele winnaars[1]
- Kevin Connor – 1991
- John Peart - 2000
- Michael Lindeman - 2010
- Peter Smeeth - 2011
- Nigel Milsom - 2012
- Victoria Reichelt - 2013
- Andrew Sullivan - 2014
- Jason Phu - 2015
- Esther Stewart 2016
- Joan Ross 2017
- Kaylene Whiskey 2018